# Ruchtraut von Allmendshofen
Ruchtraud von Allmendshofen war eine Volksheilige. Das angebliche Familienmitglied der Ritter von Allmendshofen bei Donaueschingen soll der Legende nach von einem Hirsch zur Kirche in Mistelbrunn geführt worden sein. Nach ihrem Tod zogen zwei Stiere ihren Sarg nach Mistelbrunn.
Die Eröffnung des Katholischen Kindergartens „St. Ruchtraut“ in Allmendshofen erfolgte am 28. Oktober 1962.